# Дечи, Тамаш
Тамаш Дечи (венг. Decsi Tamás; род. 15 октября 1982, Казинцбарцика, Боршод-Абауй-Земплен) — венгерский фехтовальщик на саблях. Бронзовый призёр Олимпийских игр 2020 в Токио. Чемпион мира и Европы, многократный призёр чемпионатов мира и Европы.

## Биография
В 2007 году Тамаш стал чемпионом мира в командных соревнованиях. Через год венгерский фехтовальщик принял участие в Олимпийских играх, но в личном первенстве проиграл в первом раунде соотечественнику Арону Силадьи. В командном первенстве венгры проиграли команде США всего одно очко в борьбе за выход в полуфинал.
В 2009 году венгр выиграл бронзовую медаль чемпионата мира как в личных, так и в командных соревнованиях.
В 2014 году Тамаш стал третьим в командном первенстве на чемпионате мира в Казани , в 2015 году завоевал бронзу в составе команды на европейском чемпионате.
В 2016 году венгерский фехтовальщик стал вице-чемпионом на мировом чемпионате в командной сабле.
В 2017 году Тамаш стал бронзовым призёром чемпионата Европы в командной сабле, а на мировом первенстве венгр завоевал серебряную медаль в том же виде программы. В 2018 году венгерский фехтовальщик впервые выиграл чемпионат Европы, победив в командном турнире саблистов, а на чемпионате мира стал обладателем бронзовой медали. В предолимпийском сезоне ветеран сборной Венгрии помог своей команде выиграть серебряные медали чемпионатов мира и Европы.

## Лучшие результаты

### Чемпионаты мира
- Золото — чемпионат мира 2007 года (Санкт-Петербург, Россия) (команды)
- Серебро — чемпионат мира 2016 года (Рио-де-Жанейро, Бразилия) (команды)
- Серебро — чемпионат мира 2017 года (Лейпциг, Германия) (команды)
- Серебро — чемпионат мира 2019 года (Будапешт, Венгрия) (команды)
- Бронза — чемпионат мира 2009 года (Анталья, Турция)
- Бронза — чемпионат мира 2009 года (Анталья, Турция) (команды)
- Бронза — чемпионат мира 2014 года (Казань, Россия) (команды)
- Бронза — чемпионат мира 2018 года (Уси, Китай) (команды)

### Чемпионаты Европы
- Золото — чемпионат Европы 2018 года (Нови-Сад, Сербия) (команды)
- Серебро — чемпионат Европы 2006 года (Измир, Турция) (команды)
- Серебро — чемпионат Европы 2019 года (Дюссельдорф, Германия) (команды)
- Бронза — чемпионат Европы 2002 года (Москва, Россия) (команды)
- Бронза — чемпионат Европы 2015 года (Монтрё, Швейцария) (команды)
- Бронза — чемпионат Европы 2017 года (Тбилиси, Грузия) (команды)